# Монтефранко
Монтефра̀нко (на италиански: Montefranco) е село и община в Централна Италия, провинция Терни, регион Умбрия. Разположено е на 500 m надморска височина. Населението на общината е 1332 души (към 2011 г.).